# Berg Balance Scale
Die Berg Balance Scale (Berg-Balance-Skala, BBS, auch Berg Balance Score) ist ein von K. O. Berg 1989 erstmals beschriebenes Testverfahren, mit dem das Gleichgewichtsverhalten anhand von 14 kurzen, praktischen Tests in 20 Minuten festgestellt werden kann.

## Testablauf
Der Test umfasst:
1. Transfer – Sitzend/Stehend
2. Transfer – Stehend/Sitzend
3. Transfer – Sitzend/Setzend
4. Freies Sitzen
5. Freies Stehen
6. Stehend mit geschlossenen Augen
7. Stehend, Füße eng beieinander
8. Tandemstand (Füße hintereinander)
9. Stehend umschauen
10. Im Stand eine ganze Drehung vollziehen
11. Gegenstand vom Boden aufheben
12. Steppen (abwechselnd viermal mit jedem Fuß)
13. Auf einem Bein stehen
14. Arme waagerecht nach vorne strecken (mit Beugung des Oberkörpers)

## Bewertung
Der Untersucher bewertet die Ausführungen nach genauen Vorgaben mit einer Punktzahl von 0 (schlecht) bis 4 (gut). Der Test gilt in seiner Intertester- und Intratester-Reliabilität als sehr gut. Das Testergebnis kann zur Einschätzung eines Sturzrisikos herangezogen werden. Für Verlaufsmessungen des Gleichgewichtes zeigt die Berg Balance Scale eine bessere Reliabilität und Responsivität als der Tinetti-Test.